# Chorizopes kastoni
Chorizopes kastoni är en spindelart som beskrevs av Gajbe 2004. Chorizopes kastoni ingår i släktet Chorizopes och familjen hjulspindlar. Inga underarter finns listade i Catalogue of Life.